# The Rockford Files
The Rockford Files is een Amerikaanse drama-detectiveserie. Hiervan werden 121 reguliere afleveringen gemaakt die oorspronkelijk van 13 september 1974 tot en met 10 januari 1980 werden uitgezonden op NBC. De serie volgde op een ruim anderhalf uur durende pilotaflevering getiteld Backlash of the Hunter die op 27 maart 1974 in première ging en werd van 1994 tot en met 1999 vervolgd in de vorm van acht door CBS uitgezonden televisiefilms. Acteur James Garner speelde in zowel de pilot, serie als alle acht televisiefilms hoofdpersonage Jim Rockford.
The Rockford Files werd vier keer genomineerd voor een Golden Globe: in 1980 voor die voor beste dramaserie en in zowel 1978, 1979 als 1980 voor die voor beste hoofdrolspeler in een dramaserie (Garner). Daarnaast werd The Rockford Files achttien keer genomineerd voor een Primetime Emmy Award, waarvan er vijf daadwerkelijk werden toegekend: die voor beste dramaserie in 1978, die voor beste hoofdrolspeler in 1977 (Garner), die voor beste bijrolspeler in zowel 1979 als 1980 (twee keer Stuart Margolin) en die voor beste vrouwelijke gastrol in 1978 (Rita Moreno).

## Uitgangspunt
Nadat hij vijf jaar onterecht in de gevangenis zat, verdient Jim Rockford de kost als privédetective. Wat hij daarmee verdient is dermate bescheiden dat hij net zijn woonwagen kan onderhouden, die als zijn huis en tevens als kantoor dienstdoet. Rockford kiest er bewust voor om geen flitsende actieheld te zijn. Om de politie niet tegen zich in het harnas te jagen, houdt hij zich alleen bezig met oude onopgeloste zaken, vermissingen en kleine misdaad en gaat hij elke vorm van geweld zoveel mogelijk uit de weg. Bij zijn activiteiten krijgt Rockford regelmatig hulp van rechercheur Dennis Becker, zijn onbetrouwbare voormalige celgenoot Evelyn 'Angel' Martin en advocate Beth Davenport, die hem ook op het romantische vlak niet onberoerd laat.

## Rolverdeling
Alleen acteurs die verschenen in meer dan 20 afleveringen zijn vermeld
- James Garner - Jim Rockford
- Noah Beery jr. - Joseph 'Rocky' Rockford, Jims vader
- Joe Santos - Dennis Becker
- Luis Delgado - Jack Billings
- Stuart Margolin - Evelyn 'Angel' Martin
- Gretchen Corbett - Beth Davenport
- Jack Garner - Captain McEnroe
- James Luisi - Doug Chapman, Beckers chef

## Televisiefilms
- I Still Love L.A. (27 november 1994)
- A Blessing in Disguise (14 mei 1995)
- If the Frame Fits (14 januari 1996)
- Godfather Knows Best (198 februari 1996)
- Friends and Foul Play (25 april 1996)
- Punishment and Crime (18 september 1996)
- The Rockford Files: Shoot-Out at the Golden Pagoda, ook wel Murder and Misdemeanors (21 november 1997)
- If It Bleeds, It Leads (20 april 1999)